# Hűségcímer
Névváltozatok: 

de: Devotionswappen 

Rövidítések
A hűségcímer az újonnan kinevezett bíborosok családi vagy személyes címere, melyben különféle helyzetben, de mindig az előkelőbb helyen található meg az éppen uralkodó pápa címere is. Ezzel hűségüket fejezik ki egyházi elöljárójuk iránt.